# Atletismo nos Jogos Olímpicos de Verão de 2008 - Maratona feminina
A maratona feminina nos Jogos Olímpicos de Verão de 2008 aconteceu no dia 17 de Agosto num circuito urbano feito especialmente para a competição em Pequim, com chegada no Estádio Nacional.

## Medalhistas
| Ouro   | ROU Constantina Tomescu |
| Prata  | KEN Catherine Ndereba   |
| Bronze | CHN Zhou Chunxiu        |

## Recordes
Antes desta competição, os recordes mundiais e olímpicos da prova eram os seguintes:
| Tipo | Atleta          | Tempo    | Local   | Data                  |
| ---- | --------------- | -------- | ------- | --------------------- |
|      | Paula Radcliffe | 2h15m25s | Londres | 3 de abril de 2003    |
|      | Naoko Takahashi | 2h23m14s | Sydney  | 9 de setembro de 2000 |

Nenhum recorde foi quebrado.

## Resultado
| #                 | Atleta                       | Tempo   | Notas |
| ----------------- | ---------------------------- | ------- | ----- |
| Medalha de ouro   | ROU Constantina Tomescu      | 2:26:44 | SB    |
| Medalha de prata  | KEN Catherine Ndereba        | 2:27:06 |       |
| Medalha de bronze | CHN Chunxiu Zhou             | 2:27:07 | SB    |
| 4                 | CHN Xiaolin Zhu              | 2:27:16 | SB    |
| 5                 | KEN Martha Komu              | 2:27:23 |       |
| 6                 | GBR Mara Yamauchi            | 2:27:29 |       |
| 7                 | RUS Irina Timofeyeva         | 2:27:31 |       |
| 8                 | ROU Lidia Simon              | 2:27:51 |       |
| 9                 | ALG Souad Aït Salem          | 2:28:29 |       |
| 10                | KEN Salina Jebet Kosgei      | 2:29:28 |       |
| 11                | LTU Živilė Balčiūnaitė       | 2:29:33 |       |
| 12                | PRK Kum-Ok Kim               | 2:30:01 | SB    |
| 13                | JPN Yurika Nakamura          | 2:30:19 |       |
| 14                | ITA Anna Incerti             | 2:30:55 | PB    |
| 15                | ETH Dire Tune                | 2:31:16 |       |
| 16                | NZL Nina Rillstone           | 2:31:16 |       |
| 17                | ITA Bruna Genovese           | 2:31:31 |       |
| 18                | ROU Luminita Talpos          | 2:31:41 |       |
| 19                | MEX Madaí Pérez              | 2:31:47 |       |
| 20                | FRA Christelle Daunay        | 2:31:48 |       |
| 21                | AUS Benita Johnson           | 2:32:06 |       |
| 22                | RUS Svetlana Zakharova       | 2:32:16 |       |
| 23                | GBR Paula Radcliffe          | 2:32:38 |       |
| 24                | POL Monika Drybulska         | 2:32:39 | SB    |
| 25                | KOR Eun-jung Lee             | 2:33:07 |       |
| 26                | GBR Liz Yelling              | 2:33:12 |       |
| 27                | USA Blake Russell            | 2:33:13 |       |
| 28                | NAM Beata Naigambo           | 2:33:29 |       |
| 29                | ITA Vincenza Sicari          | 2:33:31 |       |
| 30                | POL Dorota Gruca             | 2:33:32 |       |
| 31                | UKR Tetyana Filonyuk         | 2:33:35 |       |
| 32                | POR Marisa Barros            | 2:34:08 |       |
| 33                | AUS Lisa Jane Weightman      | 2:34:16 |       |
| 34                | NOR Kirsten Melkevik Otterbu | 2:34:35 |       |
| 35                | NZL Liza Hunter-Galvan       | 2:34:51 |       |
| 36                | PRK Yong-Ok Jong             | 2:34:52 |       |
| 37                | LTU Rasa Drazdauskaitė       | 2:35:09 |       |
| 38                | GER Melanie Kraus            | 2:35:17 |       |
| 39                | PER María Portillo           | 2:35:19 | NR    |
| 40                | NAM Helalia Johannes         | 2:35:22 |       |
| 41                | CHN Shujing Zhang            | 2:35:35 |       |
| 42                | BIH Lucia Kimani             | 2:35:47 | NR    |
| 43                | ECU Sandra Ruales            | 2:35:53 | PB    |
| 44                | AUS Kate Smyth               | 2:36:10 |       |
| 45                | ESP Yesenia Centeno          | 2:36:25 |       |
| 46                | POR Ana Dias                 | 2:36:25 |       |
| 47                | ERI Nebiat Habtemariam       | 2:37:03 |       |
| 48                | PRK Bun-Hui Jo               | 2:37:04 |       |
| 49                | ZIM Tabitha Tsatsa           | 2:37:10 |       |
| 50                | TUR Bahar Dogan              | 2:37:12 | PB    |
| 51                | BRA Marily dos Santos        | 2:38:10 |       |
| 52                | GER Susanne Hahn             | 2:38:31 |       |
| 53                | KOR Eun-hee Chae             | 2:38:52 |       |
| 54                | ESP Alessandra Aguilar       | 2:39:29 |       |
| 55                | MEX Patricia Rétiz           | 2:39:34 |       |
| 56                | KOR Sun-young Lee            | 2:43:23 |       |
| 57                | AUT Eva-Maria Gradwohl       | 2:44:24 |       |
| 58                | KGZ Yuliya Arzipova          | 2:44:41 |       |
| 59                | BOL Sonia Calizaya           | 2:45:53 |       |
| 60                | GRE Eléni Dónta              | 2:46:44 |       |
| 61                | MEX Karina Pérez             | 2:47:02 |       |
| 62                | COL Bertha Sánchez           | 2:47:02 |       |
| 63                | IRL Pauline Curley           | 2:47:16 |       |
| 64                | ESP Maria José Pueyo         | 2:48:01 |       |
| 65                | HUN Petra Teveli             | 2:48:32 |       |
| 66                | RWA Epiphanie Nyirabarame    | 2:49:32 |       |
| 67                | SVK Zuzana Šaríková          | 2:49:39 |       |
| 68                | CRC Gabriela Traña           | 2:53:45 |       |
| 69                | UKR Oksana Sklyarenko        | 2:55:39 |       |
| DNF               | ETH Berhane Adere            |         |       |
| DNF               | ETH Gete Wami                |         |       |
| DNF               | POR Inês Monteiro            |         |       |
| DNF               | MDA Valentina Delion         |         |       |
| DNF               | JPN Reiko Tosa               |         |       |
| DNF               | SRB Olivera Jevtic           |         |       |
| DNF               | RUS Galina Bogomolova        |         |       |
| DNF               | TLS Mariana Dias Ximenes     |         |       |
| DNF               | HUN Beáta Rakonczai          |         |       |
| DNF               | LES Mamorallo Tjoka          |         |       |
| DNF               | USA Magdalena Lewy-Boulet    |         |       |
| DNF               | USA Deena Kastor             |         |       |
| DNS               | BRN Nadia Ejjafini           |         |       |

Legenda
| Recorde mundial      | Recorde mundial (World record)               |                       | Recorde africano                      | Recorde africano (African) |                                           | Q | Classificado por posição (Qualified) |
| Recorde olímpico     | Recorde olímpico (Olympic record)            | Recorde da América    | Recorde da América (Americas)         | q                          | Classificado por melhor tempo (Qualified) |   |                                      |
| Melhor marca do ano  | Melhor marca do ano (World leading)          | Recorde asiático      | Recorde asiático (Asian)              | DNS                        | Não largou (Did not start)                |   |                                      |
| Recorde nacional     | Recorde nacional (National record)           | Recorde europeu       | Recorde europeu (European)            | DNF                        | Não terminou (Did not finish)             |   |                                      |
| Recorde pessoal      | Recorde pessoal do atleta (Personal best)    | Recorde da Oceania    | Recorde da Oceania (Oceania)          | DSQ / DQ                   | Desclassificado (Disqualified)            |   |                                      |
| Recorde da temporada | Recorde da temporada do atleta (Season best) | Recorde sul-americano | Recorde sul-americano (South America) | NM                         | Sem marca (No mark)                       |   |                                      |